# Division I 1989-1990 (pallacanestro maschile)
La Division I 1989-1990 è stata la 58ª edizione del massimo campionato belga di pallacanestro maschile. La vittoria finale è stata appannaggio del Racing Mechelen.

## Risultati

### Stagione regolare
|     | Squadra            | G  | V  | P  | PF | PS | Pt. | Qualificazione |
| --- | ------------------ | -- | -- | -- | -- | -- | --- | -------------- |
| 1.  | Racing Mechelen    | 26 | 23 | 3  |    |    | 46  | playoff        |
| 2.  | Ostenda            | 26 | 21 | 5  |    |    | 42  | playoff        |
| 3.  | Castors Braine     | 26 | 20 | 6  |    |    | 40  | playoff        |
| 4.  | Maccabi Bruxelles  | 26 | 17 | 9  |    |    | 34  | playoff        |
| 5.  | Verviers-Pepinster | 26 | 17 | 9  |    |    | 34  |                |
| 6.  | Avanti Brugge      | 26 | 15 | 11 |    |    | 30  |                |
| 7.  | Hellas Gent        | 26 | 14 | 12 |    |    | 28  |                |
| 8.  | Spirou Monceau     | 26 | 13 | 13 |    |    | 26  |                |
| 9.  | Houthalen          | 26 | 11 | 15 |    |    | 22  |                |
| 10. | Lovanio            | 26 | 10 | 16 |    |    | 20  |                |
| 11. | Damme              | 26 | 9  | 17 |    |    | 18  |                |
| 12. | RUS Mariembourg    | 26 | 8  | 18 |    |    | 16  |                |
| 13. | Gent               | 26 | 2  | 24 |    |    | 4   | retrocesse     |
| 14. | CEP Charleroi      | 26 | 1  | 25 |    |    | 2   | retrocesse     |

### Playoff
|  | Semifinali | Semifinali        | Semifinali |                |    | Finale          | Finale | Finale |  |
|  |            |                   |            |                |    |                 |        |        |  |
|  | 1.         | Racing Mechelen   | 2          |                |    |                 |        |        |  |
|  | 1.         | Racing Mechelen   | 2          |                |    |                 |        |        |  |
|  | 4.         | Maccabi Bruxelles | 0          |                |    |                 |        |        |  |
|  | 4.         | Maccabi Bruxelles | 0          |                | 1. | Racing Mechelen | 3      |        |  |
|  |            |                   |            |                | 1. | Racing Mechelen | 3      |        |  |
|  |            |                   | 3.         | Castors Braine | 2  |                 |        |        |  |
|  | 2.         | Ostenda           | 3.         | Castors Braine | 2  | 1               |        |        |  |
|  | 2.         | Ostenda           |            |                |    |                 |        |        |  |
|  | 3.         | Castors Braine    | 2          |                |    |                 |        |        |  |

| Division I 1989-1990       |
| -------------------------- |
| Racing Mechelen 11º titolo |

## Formazione vincitrice
| N° | Naz.                   | Ruolo | Sportivo                |  | Alt. |  |
| -- | ---------------------- | ----- | ----------------------- |  | ---- |  |
|    | Belgio (bandiera)      | P     | Ronny Bayer             |  | 185  |  |
|    | Belgio (bandiera)      | A     | Rik Samaey              |  | 202  |  |
|    | Stati Uniti (bandiera) | AP    | Bill Varner             |  | 198  |  |
|    | Belgio (bandiera)      | All.  | Lucien Van Kersschaever |  |      |  |